# Франклін Тебо
Франклін Деголль Тебо Ученна (англ. Franklin Degaulle Tebo Uchenna, нар. 25 січня 2000, Абуджа, Нігерія) — нігерійський футболіст, центральний захисник норвезького клубу «Сарпсборг 08» та національної збірної Нігерії.

## Ігрова кар'єра

### Клубна
Франклін Тебо народився у столиці Нігерії місті Абуджа. Грати у футбол почав у місцевій однойменній команді з Другого дивізіону. Перед початком сезону 2019/20 Тебо перейшов до клубу Прем'єр-ліги «Насарава Юнайтед». У складі цієї команди неодноразово називався кращим гравцем матчу та потрапляв дл символічної збірної туру. Також разом з командою дістався фіналу Кубку Нігерії.
У серпні 2021 року перебрався до Європи, де на правах оренди приєднався до шведського клубу «Геккен». Після закінчення терміну оренди Тебо підписав з клубом повноцінний контракт. У сезоні 2022 року у складі «Геккена» став чемпіоном Швеції.
31 серпня 2023 року перейшов до норвезького «Сарпсборга», підписавши з клубом угоду на чотири роки.

### Збірна
4 липня 2021 року у товариському матчі проти команди Мексики Франклін Тебо дебютував у національній збірній Нігерії.

## Титули
Геккен
 Чемпіон Швеції: 2022
 Володар Кубка Швеції: 2022-23